# 紀堯姆王子 (盧森堡)
盧森堡的紀堯姆（1963年5月1日—），盧森堡大公若望的幼子。目前為安賽樂米塔爾董事。

## 家庭
1994年，紀堯姆與西班牙公主貝阿特麗斯之孫女西比拉·珊德拉·韋勒（Sibilla Sandra Weiller）結婚，兩人共有3子1女：
1. 保羅·路易（Paul Louis，1998年出生）
2. 利奧波德（Léopold，2000年出生）
3. 夏洛特（Charlotte，2000年出生）
4. 讓（Jean，2004年出生）